# Istota dziurkowana przednia

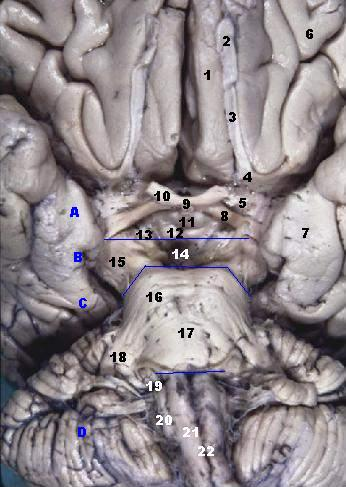
Zdjęcie brzusznej powierzchni mózgowia, istota dziurkowana przednia oznaczona numerem 5

Istota dziurkowana przednia (łac. substantia perforata anterior, ang. anterior perforated substance) – nieregularnie czworoboczne pole na dolnej powierzchni kresomózgowia. Znajduje się do przodu od skrzyżowania wzrokowego i do tyłu od trójkąta węchowego. Do przodu i przyśrodkowo przechodzi w zakręt podspoidłowy. 